# Inventari del Patrimoni Cultural Català
L'Inventari del Patrimoni Cultural Català, iniciat el 1982, és un instrument que pretén divulgar i fomentar l'estudi dels béns patrimonials que l'integren. Aquests elements queden agrupats en les quatre categories de protecció que estableix la Llei 9/1993 de 30 de setembre, del Patrimoni Cultural Català, desplegada pel Decret 78/2002, de 5 de març, del Reglament de protecció del patrimoni arqueològic i paleontològic: els béns culturals d'interès nacional (BCIN), els béns culturals d'interès local (BCIL), els espais de protecció arqueològica (EPA) i altres béns integrants de l'ampli concepte de patrimoni cultural.
Està format per l'Inventari del Patrimoni Arquitectònic de Catalunya (IPAC), gestionat pel Servei de Suport Tècnic i Inventari de la Direcció General d'Arxius, Biblioteques, Museus i Patrimoni, i que recull edificis i construccions d'interès artístic, arquitectònic o històric, sectors i elements d'edificis, elements arquitectònics aïllats, petits conjunts i nuclis d'interès històric-artístic, tant de caràcter monumental com popular i tradicional, i l'Inventari del Patrimoni Arqueològic i Paleontològic de Catalunya (IPAPC), gestionat pel Servei d'Arqueologia i Paleontologia de l'Àrea de Coneixement i Recerca de la Direcció General del Patrimoni Cultural, i que incorpora tots els jaciments arqueològics coneguts, els llocs que han estat objecte d'intervencions arqueològiques que han donat resultats negatius, i els jaciments paleontològics dels que es disposa de bibliografia i aquells que són objecte d'investigació.
Des del 2011 es treballa en un nou model d’inventari únic que integri els actuals.